# Molla Bjurstedt
Anna Margarethe « Molla » Bjurstedt (née le 6 mars 1884 à Oslo – décédée le 22 novembre 1959 à Stockholm) est une joueuse de tennis américano-norvégienne des années 1910 et 1920. Elle est aussi connue sous son nom de femme mariée, Molla Bjurstedt Mallory ou Molla Mallory.
Meilleure joueuse norvégienne de son époque, elle a décroché une médaille de bronze aux Jeux olympiques de Stockholm en 1912.
Après avoir émigré aux États-Unis, elle remporte le record de huit titres en simple dames à l'US National Championships (actuel US Open), dont quatre consécutifs de 1915 à 1918. En 1929, à plus de 45 ans, elle y atteint encore les demi-finales, un record absolu dans une épreuve du Grand Chelem.
Molla Bjurstedt est membre du International Tennis Hall of Fame depuis 1958.

## Parcours en Grand Chelem (partiel)
Si l’expression « Grand Chelem » désigne classiquement les quatre tournois les plus importants de l’histoire du tennis, elle n'est utilisée pour la première fois qu'en 1933, et n'acquiert la plénitude de son sens que peu à peu à partir des années 1950.